# 伯勒烏謝里鄉

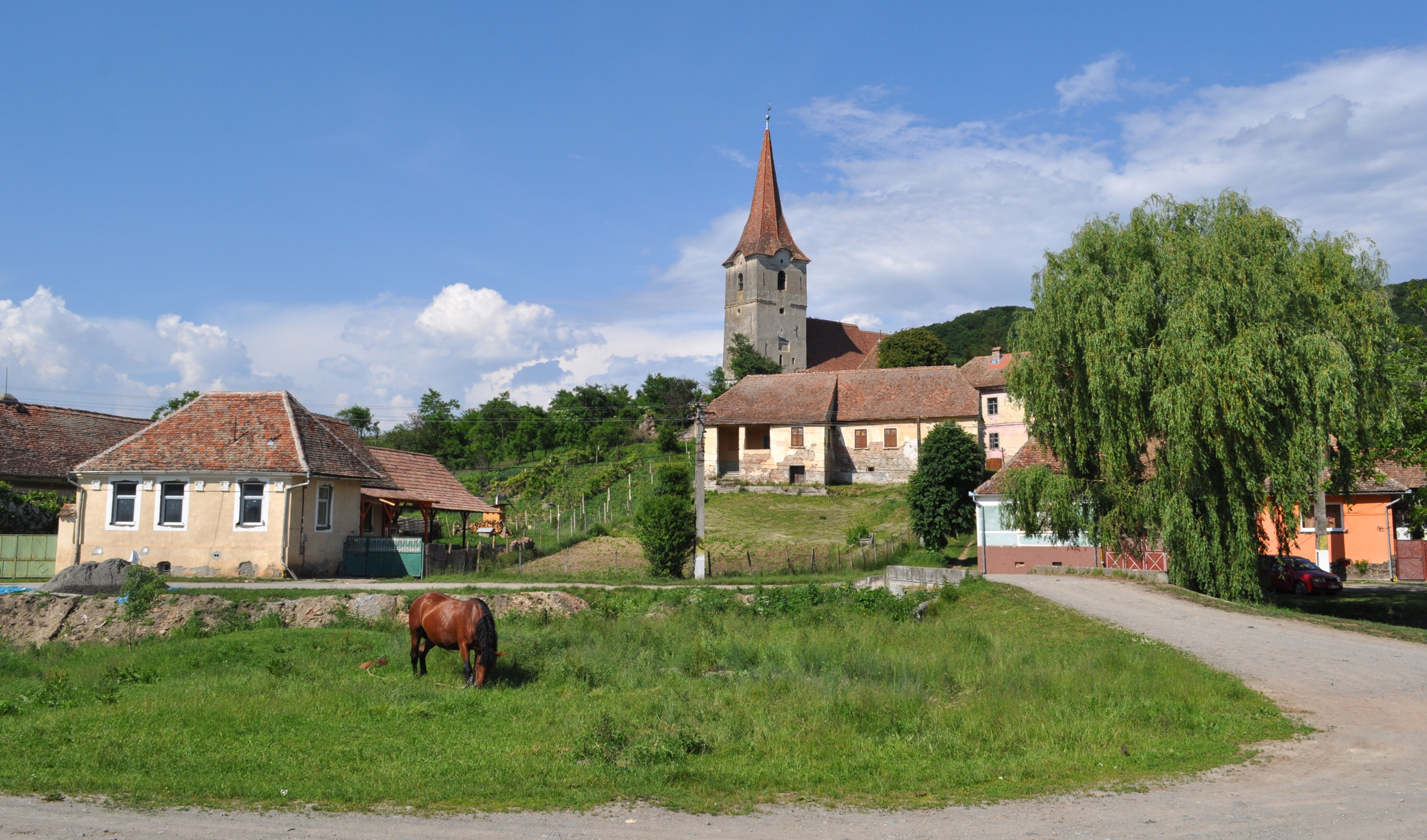

46°24′0″N 24°41′0″E / 46.40000°N 24.68333°E
伯勒烏謝里鄉（羅馬尼亞語：Comuna Bălăușeri, Mureș），是羅馬尼亞的鄉份，位於該國中部，由穆列什縣負責管轄，面積39平方公里，海拔高度443米，2007年人口5,027，人口密度每平方公里128人。